# Martin Štrbák
Martin Štrbák (* 15. Januar 1975 in Prešov, Tschechoslowakei) ist ein ehemaliger slowakischer Eishockeyspieler und jetziger -trainer. Im Laufe seiner Karriere spielte er in verschiedenen europäischen Topligen. Zudem absolvierte er 49 Partien in der National Hockey League für die Pittsburgh Penguins und 122 Spiele in der Kontinentale Hockey-Liga für den HK MWD Balaschicha, OHK Dynamo und HC Lev Poprad. Der größte Erfolg seiner Karriere war der Gewinn der Goldmedaille bei der Weltmeisterschaft 2002.

## Spielerkarriere
Martin Štrbák wurde bereits als Jugendspieler im NHL Entry Draft 1993 in der neunten Runde als insgesamt 224. Spieler von den Los Angeles Kings ausgewählt, für die er allerdings nie spielte. Seine Karriere als Eishockeyspieler begann er beim HK Prešov, für den er in der Saison 1994/95 sein Debüt in der slowakischen Extraliga gab. Noch während seines Rookiejahrs wechselte der Verteidiger zu deren Ligarivalen HC Slovan Bratislava, für den er die folgenden zweieinhalb Jahre aktiv war. Anschließend stand der Linksschütze ein Jahr beim HK Spišská Nová Ves unter Vertrag, ehe er für eine weitere Spielzeit zum HC Slovan Bratislava zurückkehrte, den er allerdings noch während der Saison 1998/99 wieder verließ, um für den HK Trnava in der 1. Liga zu spielen.
Im Anschluss daran spielte Štrbák drei Jahre lang in der tschechischen Extraliga, in der er eine Saison für den HC Chemopetrol Litvínov und zwei weitere Spielzeiten für den HC Vsetín auflief, mit dem er 2001 Tschechischer Meister wurde. Noch während der Saison 2001/02 unterschrieb der Slowake einen Vertrag in der russischen Superliga bei Lokomotive Jaroslawl, mit dem er 2002 Russischer Meister wurde. Die Saison 2002/03 beendete er in der finnischen SM-liiga bei HPK Hämeenlinna.

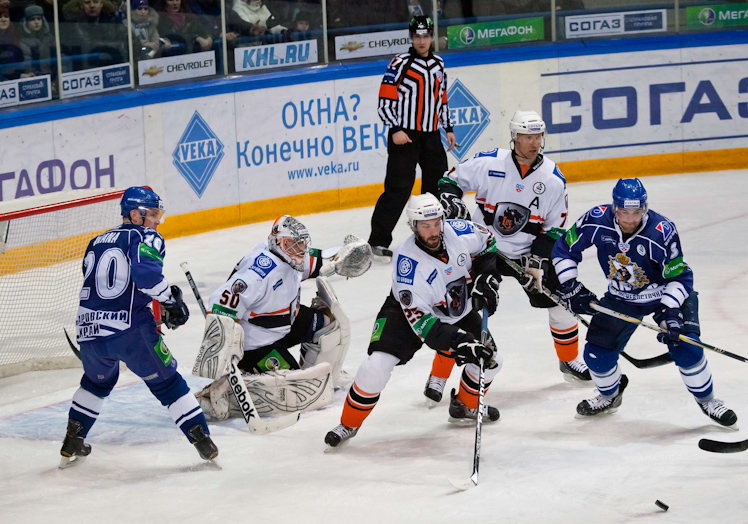
Martin Štrbák im Trikot des HC Lev Poprad (2. v.r., 2012)

In seiner einzigen Spielzeit in der National Hockey League absolvierte Štrbák in der Saison 2003/04 5 Spiele für die Los Angeles Kings und 44 Spiele für die Pittsburgh Penguins, in denen er fünf Tore und insgesamt 16 Scorerpunkte erzielte. Parallel lief der Verteidiger in zwölf Spielen für das Farmteam der Kings, die Manchester Monarchs aus der American Hockey League, auf.
Während des Lockouts in der NHL-Saison 2004/05 kehrte er nach Europa zurück, wo er zunächst in seiner slowakischen Heimat für den HC Košice auflief, ehe er zweieinhalb Jahre lang in Russland für den HK ZSKA Moskau aktiv war. In der Saison 2007/08 spielte Štrbák für den HK Metallurg Magnitogorsk, mit dem er den IIHF European Champions Cup gewann. Die folgende Spielzeit begann der ehemalige NHL-Spieler beim HC Moeller Pardubice in Tschechien, ehe er im Laufe der Saison zu Rögle BK in die schwedische Elitserien wechselte. Im Sommer 2009 wechselte er dann zurück nach Russland, als er einen Vertrag beim HK MWD Balaschicha aus der Kontinentalen Hockey-Liga unterzeichnete. Nachdem dieser mit dem HK Dynamo Moskau fusionierte, verbrachte er die Saison 2010/11 bei deren gemeinsamen Nachfolgeverein OHK Dynamo.
Zur Saison 2011/12 wechselte er zum slowakischen KHL-Neuling HC Lev Poprad, für den er 35 KHL-Partien absolvierte. Ab Juni 2012 stand Štrbák wieder beim Rögle BK unter Vertrag, ehe er im Dezember zum HC Košice zurückkehrte. Im Mai 2013 erhielt er vom HC Košice eine Vertragsverlängerung über drei Jahre.
Nachdem er mit Kosice sowohl 2014 als auch 2015 die slowakische Meister gewonnen hatte, wurde er im Oktober 2015 zusammen mit Cheftrainer Peter Oremus, Assistenztrainer Roman Šimíček und Verteidiger Radek Philipp vom Präsidenten des HC Košice entlassen. In der Folge beendete er seine Karriere.

### International

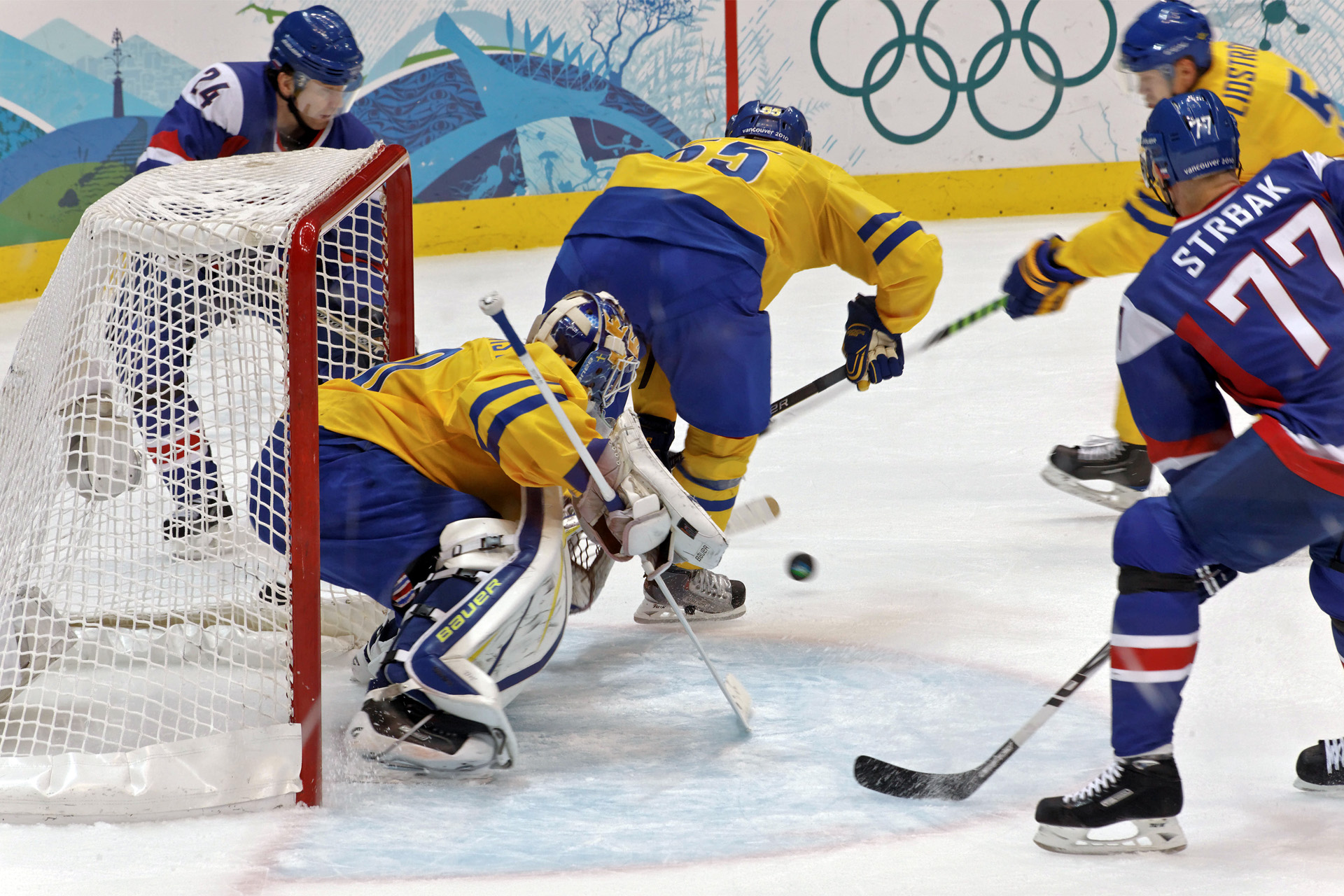
Martin Štrbák (re.) bei den Olympischen Winterspielen 2010

Für die Slowakei nahm Štrbák an der U20-Junioren-B-Weltmeisterschaft 1995, sowie den Weltmeisterschaften 2000, 2001, 2002, 2003, 2004, 2005, 2006, 2007, 2008 und 2011 teil. Des Weiteren stand er im Aufgebot der Slowakei bei den Olympischen Winterspielen 2006 in Turin, den Olympischen Winterspielen 2010 sowie beim World Cup of Hockey 2004.

## Trainerkarriere
Nachdem Martin Štrbák bereits als Berater für den Slovenský zväz ľadového hokeja tätig gewesen war, ist er seit 2019 als Assistenztrainer von Róbert Petrovický bzw. Ivan Feneš bei der U20-Auswahl der Slowakei tätig. In der Saison 2021/22 war er zudem als Jugendabteilungsleiter beim HC Slovan Bratislava aktiv.

## Erfolge und Auszeichnungen
- 2001 Tschechischer Meister mit dem HC Slovnaft Vsetín
- 2002 Russischer Meister mit Lokomotive Jaroslawl
- 2008 IIHF-European-Champions-Cup-Gewinn mit dem HK Metallurg Magnitogorsk
- 2010 KHL All-Star Game
- 2014 Slowakischer Meister mit dem HC Košice
- 2015 Slowakischer Meister mit dem HC Košice

### International
- 1993 Bester Verteidiger der Junioren-C-Europameisterschaft
- 1995 Aufstieg in die A-Gruppe bei der Junioren-B-Weltmeisterschaft
- 2000 Silbermedaille bei der Weltmeisterschaft
- 2002 Goldmedaille bei der Weltmeisterschaft
- 2003 Bronzemedaille bei der Weltmeisterschaft

## NHL-Statistik
(Stand: Ende der Saison 2011/12)